# Eduardo Texeira Lima
Eduardo Texeira Lima (Serra Dourada, 31 ottobre 1944 – San Paolo, 25 agosto 2020) è stato un calciatore brasiliano, di ruolo attaccante.

## Caratteristiche tecniche
Giocava come attaccante.